# James Bouldin
James Wood Bouldin (* 1792 im Charlotte County, Virginia; † 30. März 1854 ebenda) war ein US-amerikanischer Politiker. Zwischen 1834 und 1839 vertrat er den Bundesstaat Virginia im US-Repräsentantenhaus.

## Werdegang
James Bouldin war der jüngere Bruder des Kongressabgeordneten Thomas Bouldin (1791–1834). Er besuchte die öffentlichen Schulen seiner Heimat. Nach einem anschließenden Jurastudium und seiner 1813 erfolgten Zulassung als Rechtsanwalt begann er in Charlotte Court House in diesem Beruf zu arbeiten. Gleichzeitig schlug er als Anhänger des späteren US-Präsidenten Andrew Jackson eine politische Laufbahn ein. Später wurde er Mitglied der von Jackson 1828 gegründeten Demokratischen Partei. In den Jahren 1825 und 1826 saß Bouldin im Abgeordnetenhaus von Virginia.
Nach dem Tod seines Bruders Thomas, der als Kongressabgeordneter verstarb, wurde James Bouldin bei der fälligen Nachwahl für den fünften Sitz von Virginia als dessen Nachfolger in das US-Repräsentantenhaus in Washington, D.C. gewählt, wo er am 15. März 1834 sein neues Mandat antrat. Nach zwei Wiederwahlen konnte er bis zum 3. März 1839 im Kongress verbleiben. Seit 1835 vertrat er dort als Nachfolger von John Y. Mason den zweiten Wahlbezirk seines Staates. Seit dem Amtsantritt von Präsident Jackson im Jahr 1829 wurde innerhalb und außerhalb des Kongresses heftig über dessen Politik diskutiert. Dabei ging es um die umstrittene Durchsetzung des Indian Removal Act, den Konflikt mit dem Staat South Carolina, der in der Nullifikationskrise gipfelte, und die Bankenpolitik des Präsidenten. Seit 1837 war Bouldin Vorsitzender des Ausschusses zur Verwaltung des District of Columbia.
Nach dem Ende seiner Zeit im US-Repräsentantenhaus praktizierte Bouldin wieder als Anwalt. Außerdem betätigte er sich in der Landwirtschaft. Er starb am 30. März 1854 auf seinem Anwesen Forest Hill im Charlotte County, wo er auch beigesetzt wurde.